# Alice Walker

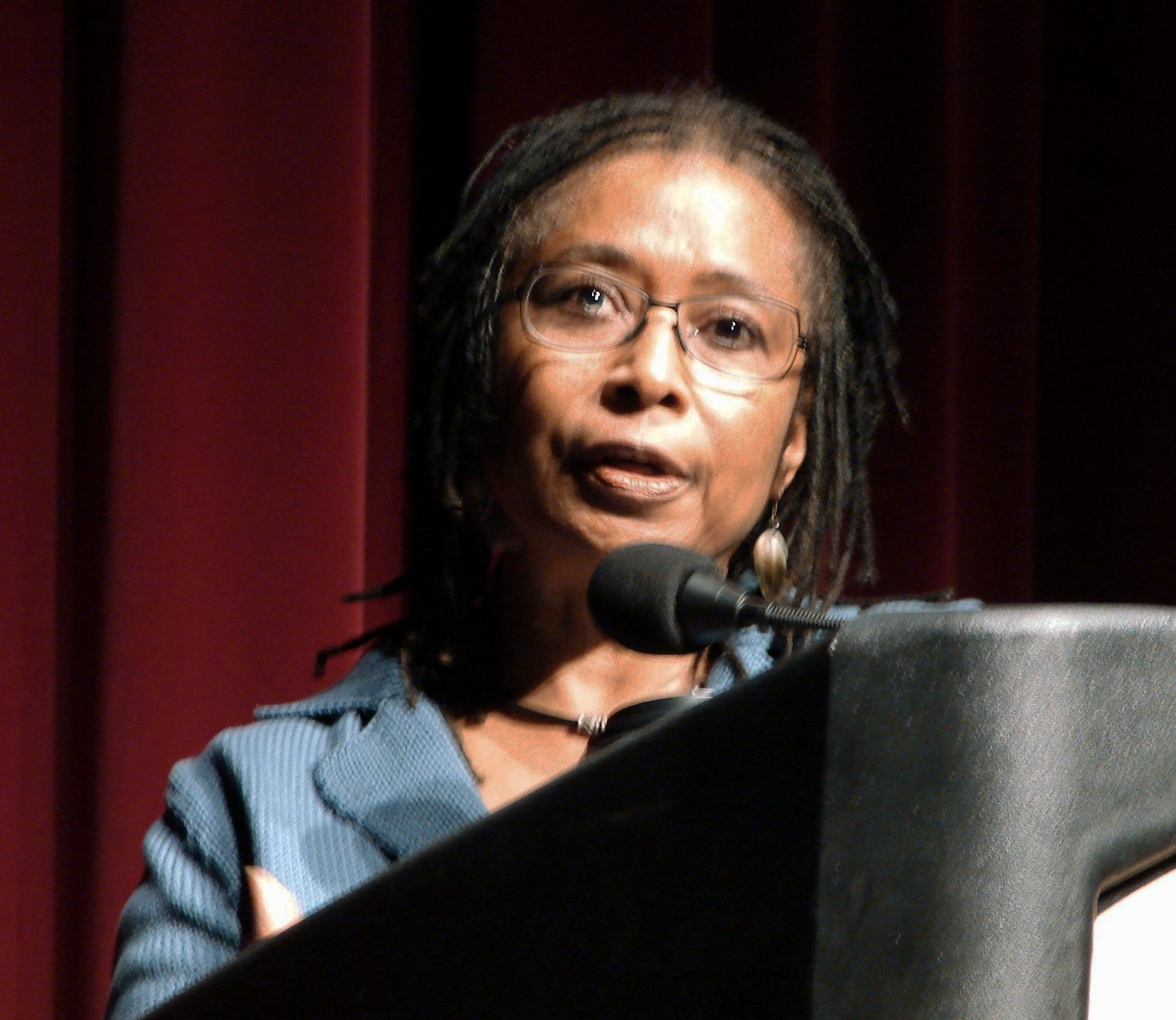
Alice Walker (Oktober 2007)

Alice Malsenior Walker (* 9. Februar 1944 in Eatonton, Georgia) ist eine US-amerikanische Schriftstellerin und politische Aktivistin. International bekannt wurde sie vor allem als Autorin des Romans Die Farbe Lila, der 1983 mit dem American Book Award und dem Pulitzer-Preis ausgezeichnet und 1985 von Steven Spielberg verfilmt wurde. Sie zählt neben Toni Morrison, Alex Haley, Maya Angelou und August Wilson zu den bedeutendsten Vertretern der afroamerikanischen Literatur. In den letzten Jahren tritt sie auch durch verschwörungsideologische und antisemitische Äußerungen in Erscheinung.

## Leben

### Kindheit und Jugend
Alice Walker wurde als achtes und letztes Kind der Farmpächter Willie Lee und Minnie Lou Grant Walker im Süden der USA geboren. Als Kind war sie lebhaft und aufgeschlossen und genoss es, beispielsweise sonntags in der Kirche vor anderen Menschen aufzutreten.
1952, als sie acht Jahre alt war, wurde ihr rechtes Auge beim Cowboy-und-Indianer-Spielen von einem Schuss eines Bruders mit einer BB Gun, einer Art Luftgewehr, schwer verletzt. Das Auge entzündete sich, verhärtete schließlich zu einem Grauen Star und erblindete. Noch lange Zeit hatte sie Angst, auch die Sehkraft ihres linken Auges zu verlieren. Wie sie selbst sagt, trug dieser Unfall viel dazu bei, dass sie sich zurückzog und begann, zu lesen und schließlich Gedichte zu schreiben. Andere Kinder zogen sie immer wieder mit der deutlich sichtbaren Schädigung ihres Auges auf, bis sie sich schließlich selbst als unansehnlich empfand und sich ihres Aussehens schämte. Sie erinnert sich an diese Zeit als Jahre, in denen sie in ihren Tagträumen „eher davon träumte, in Schwerter zu stürzen, als für immer glücklich zu leben wie in einem Märchen“. Zugleich erlaubte ihr diese schwierige Zeit, wie sie selbst feststellt, als Person zu wachsen. Sie entdeckte die klassischen Autoren, las stundenlang, während andere Kinder draußen spielten oder den Erwachsenen helfen mussten, beobachtete andere Menschen nun noch intensiver und lernte sie so zu sehen, „wie sie wirklich sind“.
Mit 14 besuchte sie ihren Bruder Bill in Boston. Dieser erkannte, welche seelischen Probleme die Verletzung des Auges seiner Schwester bereitete, brachte sie in ein Spital und bezahlte die Operation, um die Trübung ihres Auges zu entfernen. Danach veränderte sich ihr Leben grundlegend. Sie fand wieder den Mut, anderen zu begegnen, ohne den Blick zu senken, nahm wieder aktiver am Schulleben teil, beendete die High School schließlich als Klassenbeste und wurde von ihren Mitschülern zur beliebtesten Schülerin der Abschlussklasse gewählt.
Nach der High School konnte sie mit 17 dank eines Stipendiums, das sie auf Grund ihrer Augenverletzung und ihrer Schulnoten erhalten hatte, das Spelman College für afroamerikanische Mädchen in Atlanta besuchen. Bereits in dieser Zeit nahm sie an Protestkundgebungen gegen die Rassentrennung in den USA teil, darunter auch an dem Marsch auf Washington, wo sie Martin Luther Kings berühmt gewordene Rede „I have a dream …“ hörte. Zu ihren Lehrern zählte in Atlanta auch der Historiker Howard Zinn.
Zwei Jahre später wechselte sie an das Sarah Lawrence College in Yonkers, New York. In dieser Zeit reiste sie als Austauschstudentin einen Sommer lang nach Uganda. Bereits während ihrer Schulzeit schrieb sie, nicht zuletzt unter dem Eindruck eines Schwangerschaftsabbruchs, der sie in eine Depression stürzte, eine Reihe von Gedichten, die den Grundstock ihres ersten Gedichtbandes bilden sollten. Im Winter 1964/65 schloss sie das College als Bachelor of Arts ab.

### Familie
Nach Ende des College-Besuchs zog sie für einen Sommer nach Liberty County (Georgia), wo sie sich an einer Kampagne zur Wählerregistrierung beteiligte. Die Begegnung mit der Armut, in der viele der Menschen, vor allem der Afroamerikaner, lebten, und die Erkenntnis, welchen Einfluss diese Lebensumstände auf das Zusammenleben der Menschen hatten, hinterließen einen tiefen Eindruck bei ihr. Sooft sie Zeit fand, schrieb sie, und diese Erlebnisse flossen in ihre Arbeit ein.
Danach zog sie für kurze Zeit nach New York, wo sie im Wohlfahrtsamt arbeitete, und kehrte dann in den Süden der USA zurück. Am 17. März 1967 heiratete sie den ebenfalls in der Bürgerrechtsbewegung aktiven Anwalt Melvyn Leventhal. Sie waren das erste standesamtlich getraute „gemischtrassige“ Paar im Bundesstaat Mississippi. Während ihr Mann vor Gericht gegen die Rassentrennung in Schulen kämpfte, war Alice in Sozialprogrammen zur Förderung schwarzer Kinder aktiv. Aus seiner Umgebung, die immer noch von rassistischen Vorurteilen geprägt war, erfuhr das Paar immer wieder Anfeindungen bis hin zur Androhung von Gewalt. Noch im selben Jahr wurde sie erneut schwanger, verlor jedoch das Kind. 1969 kam ihre Tochter Rebecca zur Welt, die mittlerweile selbst eine bekannte Autorin und Aktivistin ist. Zu dieser Zeit, 1968, wurde auch ihr erster Gedichtband Once veröffentlicht und 1970 auch ihr erster Roman The Third Life of Grange Copeland. Bis zu den frühen 1970ern lebte die Familie in Tougaloo (Mississippi).
Während dieser Zeit entdeckte sie die Werke der Autorin und Anthropologin Zora Neale Hurston. Hatte sie während ihrer Schul- und Studienzeit ausschließlich von weißen Schriftstellern gehört, war die Lektüre dieser afroamerikanischen Frau für sie eine Inspiration und ein entscheidender Einfluss auf ihr eigenes weiteres Werk. In Hurstons Büchern waren Schwarze, ganz im Gegensatz zu den stereotypen Darstellungen weißer Autoren, wirkliche Personen mit Biographien, die an der ganzen Komplexität menschlicher Schicksale Teil hatten.
1972 siedelte Alice Walker mit ihrer Tochter nach Cambridge über, wo sie als Lehrerin am Wellesley College arbeitete. Dort begründete sie den ersten Kurs, der afroamerikanische Autoren studierte. Wenig später unterrichtete sie an der Universität von Massachusetts in Boston und veröffentlichte 1973 ihren zweiten Gedichtband Revolutionary Petunias and Other Poems und kurz darauf den ersten Sammelband von Erzählungen In Love & Trouble: Stories of Black Women. Für beide Bände wurde sie mit Preisen ausgezeichnet (Richard and Hinda Rosenthal Award bzw. Lillian Smith Award).

### Schaffenszeit(Die Farbe Lila)
Zusammen mit ihrem Mann und ihrer Tochter zog Walker 1974 wieder nach New York, um als Herausgeberin des Ms. Magazine zu arbeiten und auch wieder mehr Zeit dem Schreiben zu widmen. 1976 erschien der Roman Meridian, der vom Leben afroamerikanischer Frauen in der Bürgerrechtsbewegung erzählt. Im selben Jahr wurde ihre Ehe einvernehmlich geschieden. Während ihre Tochter für ein Jahr bei ihrem geschiedenen Mann blieb, beschloss sie, nach San Francisco zu ziehen, um mit der Arbeit an ihrem neuen Roman zu beginnen. Sie hatte dafür fünf Jahre veranschlagt. Tatsächlich brauchte sie jedoch nur ein Jahr, bis ihr bislang bekanntestes Werk fertig war: The Color Purple (dt.: Die Farbe Lila).
Für Die Farbe Lila erhielt sie 1983, als erste Afroamerikanerin, den Pulitzer-Preis sowie den American Book Award. Noch im selben Jahr veröffentlichte sie eine Sammlung von Essays: In Search of Our Mothers’ Gardens: Womanist Prose. Der Begriff „womanist“, der maßgeblich von ihr geprägt wurde, steht dabei für die Frauenbewegung der Afroamerikanerinnen: „Womanist is to feminist as purple is to lavender“.
1984 gründete Alice Walker ihren eigenen Verlag: Wild Trees Press. Als die Produzenten Peter Guber und Jon Peters ihr mitteilten, dass Steven Spielberg ihr Buch verfilmen und Quincy Jones die Filmmusik dazu schreiben sollte, stimmte sie nach anfänglichem Zögern zu. Sie erarbeitete selbst ein Drehbuch für den Film Die Farbe Lila, das aber nicht verwendet wurde. Letztlich war sie als Beraterin an der Entstehung des Films beteiligt. Zur gleichen Zeit erkrankte sie an Borreliose, einem Leiden, das Anfang der 1980er noch wenig erforscht war und das sie mitunter für Tage ans Bett fesselte. Ihre Mutter hatte kurz zuvor einen Schlaganfall erlitten und Alice Walker glaubte in dieser Zeit, dass sie beide bald sterben würden. Der Film wurde international ein großer Erfolg und für elf Oscars nominiert, erhielt letztlich aber keinen. Währenddessen wurde – was von manchen als Ausdruck des auch in Hollywood vorherrschenden Rassismus gewertet wurde – Jenseits von Afrika mit sieben Oscars ausgezeichnet, das Ehedrama einer Familie europäischer Kolonialherren in Kenia.

### Warrior Marks
Alice Walkers vierter Roman The Temple of My Familiar (dt.: Im Tempel meines Herzens) erschien 1989, sie hatte etwa acht Jahre daran gearbeitet. Das Buch wurde von Kritik und Publikum zurückhaltend aufgenommen.
In den folgenden Jahren erschienen weitere Sammelbände von Erzählungen und Gedichten, Texte für Kinder und 1992 schließlich der Roman Possessing the Secret of Joy, in dem sie sich mit der Praxis der Beschneidung weiblicher Genitalien auseinandersetzt. Sie schuf 1993 gemeinsam mit der befreundeten Filmemacherin Pratibha Parmar den Film Warrior Marks: Female Mutilation and the Sexual Blinding of Women. So trug sie mit ihrem Buch, dem Film und öffentlichen Auftritten dazu bei, die Aufmerksamkeit der Öffentlichkeit verstärkt auf dieses Thema zu lenken.
1996 brachte Walker mit The Same River Twice: Honoring the Difficult & The Making of the Film, The Color Purple, Ten Years Later einen sehr persönlichen Bericht über ihre Borreliose-Erkrankung und über die Kritik heraus, die sowohl dem Roman als auch dem Film Die Farbe Lila entgegengebracht worden waren. Der Band enthält darüber hinaus ihr Drehbuch zum Film.
Anything We Love Can Be Saved, eine Sammlung von Essays zu ihren politischen Engagements, erschien 1997. Walkers bislang letzter Roman, Now is the Time to Open Your Heart (2004), ist die Erzählung der Reisen einer 57-jährigen Schriftstellerin, genannt Kate Talkingtree, die sich auf innere, spirituelle und äußere Wanderschaft begibt.
Alice Walker lebt heute in Mendocino, Kalifornien, nördlich von San Francisco.

### Politisches Engagement
Seit den 1960ern war Alice Walker als Aktivistin in der Bürgerrechtsbewegung zur Gleichberechtigung der Schwarzen engagiert. Als sie das Spelman College besuchte, unterrichtete dort gerade Howard Zinn, der später vor allem durch sein Werk A People’s History of the United States bekannt wurde. Er ermutigte die Studentinnen, sich politisch zu betätigen. Diese Begegnung bestärkte Walker darin, ihr soziales Engagement insbesondere im Civil Rights Movement weiter zu verstärken. Sie nahm an Protestmärschen und Demonstrationen teil und unterstützte nach Ende des Colleges als Sozialarbeiterin verschiedene Wohlfahrts- und Gleichbehandlungs-Programme. Ihr Engagement erweiterte sie im Lauf der Zeit auf Themen der Frauenbewegung und der Gesellschafts- und Umweltpolitik.
Bis heute nimmt Walker immer wieder Stellung zu aktuellen politischen und gesellschaftlichen Themen. So trat sie gegen das Apartheid-Regime in Südafrika auf und engagiert sich beständig gegen die Genitalverstümmelung von Frauen in einigen afrikanischen Ländern. In den USA gilt ihr Interesse neben der Bürgerrechtsbewegung auch der Aufhebung des US-Embargos gegen Kuba. Am 8. März 2003 sorgte die Nachricht für internationale Aufmerksamkeit, dass sie, neben der Autorin Maxine Hong Kingston und 25 weiteren Frauen, von der Polizei verhaftet wurde, als sie in Washington, D.C. an einer Protestveranstaltung gegen den Irak-Krieg und George W. Bush teilnahmen.
Im Dezember 2009 nahm sie zusammen mit etwa 1400 Menschen aus 42 Ländern an dem Gaza Freedom March (GFM) teil, einer gewaltfreien Kampagne für ein Ende der Blockade des Gaza-Streifens. Im Juni 2012 verweigerte sie einer hebräischen Übersetzung des Romans Die Farbe Lila die Lizenz, weil Israel ein „Apartheidstaat schlimmer als Südafrika“ sei.

#### Antisemitismus und Verschwörungsideologie
Ihre politische Ablehnung Israels äußert sich seit 2013 zunehmend auch mit antisemitischen Inhalten, weshalb sie das Simon Wiesenthal Center in Los Angeles noch in diesem Jahr auf die Liste "Top Ten Anti-Semitic/Anti-Israel Slurs" setzte; so veröffentlichte sie 2017 in ihrem Blog ein Gedicht, das den Talmud als Beleg für eine „ancient history of oppression“ sah. 2018 unterstützte sie die gegen Israel gerichtete BDS (Boycott, Divestment and Sanctions)-Bewegung und empfahl in einem Interview mit der New York Times als einen wichtigen Autor den rechtsesoterischen Verschwörungsideologen David Icke, den sie bereits im Mai 2013 in einem BBC-Interview zu ihrem Lieblingsautor erklärt hatte. 2020 verbreitete sie ein Interview von David Icke mit antisemitischen Verschwörungstheorien zur COVID-19-Pandemie.

## Œuvre

### Spannweite, Themen, Prägungen

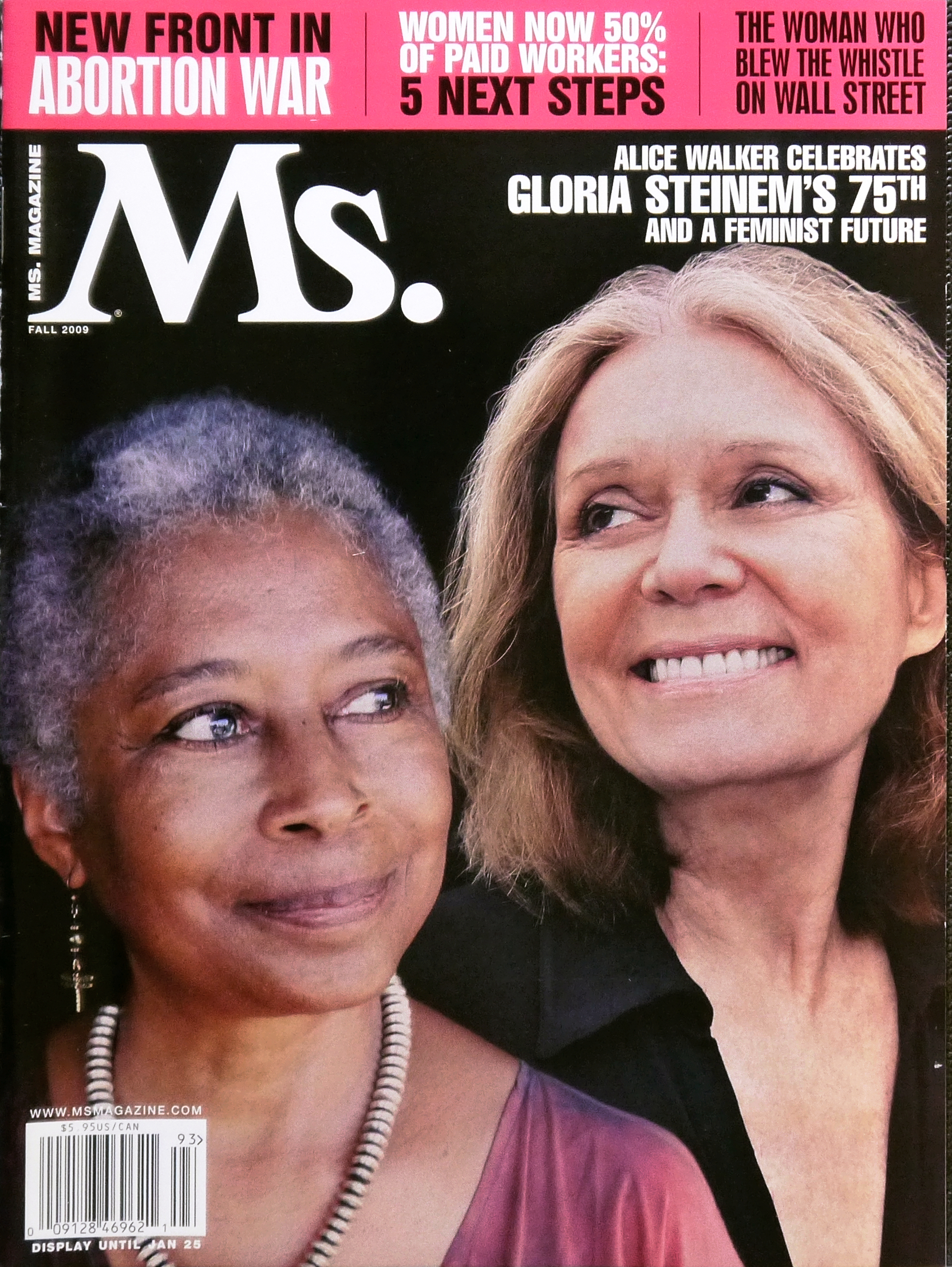
Alice Walker (links) mit Gloria Steinem im Jahr 2009

Das Œuvre Alice Walkers umfasst Gedichte, Kurzgeschichten und Romane sowie Essays zu Literatur, Politik und Gesellschaft. Zu den Autoren, die sie nach ihren eigenen Worten am meisten beeinflussten, zählen Flannery O’Connor und Zora Neale Hurston.
Geprägt durch ihre Kindheit im Süden der USA, ihre Afrika-Reise und ihr Engagement in der Bürgerrechtsbewegung handeln die Werke Alice Walkers vom Leben der Afroamerikaner – insbesondere der Frauen –, von ihren Schwierigkeiten mit und ihrem Kampf gegen eine Gesellschaft, die rassistisch, sexistisch und nicht selten gewalttätig ist. Diesen Darstellungen schwieriger Schicksale stellt sie als positive Kräfte familiären Zusammenhalt, kommunale Gemeinschaft, ein neues Selbstbewusstsein, basierend auf dem Wissen um die eigene Geschichte und Tradition, und nicht zuletzt eine tiefe Spiritualität gegenüber.
Der Kontext, in den sie Handlungsstränge einbettet, ist dabei meist ein historischer. Das reicht von Erinnerungen an die Verschleppung und Versklavung der Vorfahren heutiger Afroamerikaner, wie sie in Im Tempel meines Herzens oder Die Farbe Lila zu finden sind, über die Zeit der Weltkriege (zum Beispiel Das dritte Leben des Grange Copeland) bis zur Zeit der Bürgerrechtsbewegung in den 1960/70er Jahren. Immer wieder beschreibt sie die Schicksale von Familien über mehrere Generationen und historische Epochen hinweg. Stets wiederkehrende zentrale Themen sind die Betonung der Emanzipation und daraus erwachsenden Stärke schwarzer Frauen, ihrer Rolle als Bewahrerinnen afrikanischer und afroamerikanischer Herkunft und Kultur.
Neben Romanen und Erzählungen veröffentlichte Walker auch eine Vielzahl von Texten über afroamerikanische Autoren, darunter eine Biographie für Kinder (Langston Hughes: American Poet, 1973), Beiträge zu Anthologien wie Daughters of Africa, Buchbesprechungen und Kritiken sowie Essays über feministische (In Search of Our Mothers’ Gardens: Womanist Prose, 1983) und politische Themen.

### Auszeichnungen
Als Walkers größter Erfolg wird Die Farbe Lila, 1983 angesehen, wofür sie mit dem American Book Award und dem Pulitzer-Preis ausgezeichnet wurde. Für ihre Kurzgeschichte Kindred Spirits (veröffentlicht im Magazin Esquire, 1985) erhielt sie den O.-Henry-Preis.
Daneben wurden ihr noch eine Reihe weiterer Ehrungen zuteil, unter anderem der Lillian Smith Award, der Rosenthal Award, eine Radcliffe Institute Fellowship, eine Merrill Fellowship, ein Guggenheim-Stipendium, der Townsend-Preis, der Lyndhurst-Preis und der Front Page Award des Newswoman’s Club of New York für die beste Kritik in einem Magazin.
1985 wurde Walker in die American Academy of Arts and Sciences gewählt.

## Werke (Auswahl)

### Belletristik
Autobiographie
- The Way Forward Is With a Broken Heart. 2000.
  - Zugvögel, dt. von Veronika Dünninger; BLT, Bergisch Gladbach 2002, ISBN 3-404-92115-1.
- Gathering blossoms under fire: The Journals of Alice Walker. 2022.
  - Valerie Boyd (Hrsg.): Blüten sammeln unter Feuer: Die Tagebücher 1965-2000, dt. von Cornelia Holfelder-von der Tann; Ecco Verlag, Hamburg 2024, ISBN 978-3-7530-0098-5.

Erzählungen
- In Love & Trouble: Stories of Black Women. 1973.
  - Roselily. 13 Liebesgeschichten, dt. von Gertraude Krueger und Helga Pfetsch; Goldmann Verlag, München 1988, ISBN 3-442-09186-1.
- You Can't Keep a Good Woman Down. Stories. 1982.
  - Freu dich nicht zu früh. 14 radikale Geschichten, dt. von Pociao; Frauenbuchverlag, München 1987, ISBN 3-88897-119-5.
- To Hell With Dying. 1988.
- Finding the Green Stone. 1991.
- Devil's My Enemy. 2008.

Lyrik
- Once. 1968.
- Revolutionary Petunias & Other Poems. 1973.
- Good Night, Willie Lee, I'll See You in the Morning. 1979.
- Horses Make a Landscape Look More Beautiful. 1985.
- Her Blue Body Everything We Know: Earthling Poems 1965–1990. 1991.
  - Aus den gesammelten Gedichten 1965–1990, dt. von Gerhard Döhler, Rowohlt, Reinbek bei Hamburg 1993/95. (englisch-deutsch)

  1. Bd. 1: Ihr blauer Körper ist alles was wir kennen. 1993, ISBN 3-499-13256-7.
  2. Bd. 2: Ihre braune Umarmung. 1995, ISBN 3-499-13529-9.
- Absolute Trust in the Goodness of the Earth. 2003.
- A Poem Traveled Down My Arm: Poems And Drawings. 2003.
- Hard Times Require Furious Dancing: New Poems. 2010.
- The World Will Follow Joy. 2013.
- Taking the Arrow Out of the Heart. 2018.

Romane
- The Third Life of Grange Copeland. 1970.
  - Das dritte Leben des Grange Copeland, dt. von Thomas Lindquist; Frauenbuchverlag, München 1988, ISBN 3-88897-132-2.
- Meridian. 1976.
  - Meridian, dt. von Thomas Lindquist; Frauenbuchverlag, München 1984, ISBN 3-88897-107-1.
- The Color Purple. 1982.
  - Die Farbe Lila, dt. von Helga Pfetsch; Rowohlt, Reinbek bei Hamburg 1984, ISBN 3-499-15427-7.
- The Temple of My Familiar. 1989.
  - Im Tempel meines Herzens, dt. von Cornelia Holfelder-von der Tann und Karen Nölle-Fischer; Rowohlt, Reinbek bei Hamburg 1990, ISBN 3-498-07323-0.
- Possessing the Secret of Joy. 1992.
  - Sie hüten das Geheimnis des Glücks: Roman, dt. von Cornelia Holfelder-von der Tann und Adelheid Zöfel; Rowohlt, Reinbek bei Hamburg 1993, ISBN 3-498-07327-3.
- By the Light of My Father's Smile. 1998.
  - Das Lächeln der Vergebung, dt. von Maja Ueberle-Pfaff; Europa Verlag, Hamburg; Wien 1999, ISBN 3-203-84004-9.
- Now is the Time to Open Your Heart. 2004.

### Sachbücher
Essays
- Everyday Use. 1973.
- Beauty: When the Other Dancer is the Self. 1983.

Texte zu Literatur, Politik und Gesellschaft
- In Search of Our Mothers' Gardens: Womanist Prose. 1983.
  - Auf der Suche nach den Gärten unserer Mütter: Essays, dt. von Gertraude Krueger; Frauenbuchverlag, München 1987, ISBN 3-88897-124-1.
- Living by the Word: Selected Writings, 1973-1987. 1988.
- Warrior Marks: Female Genital Mutilation and the Sexual Blinding of Women (with Pratibha Parmar). 1993.
  - Narben oder die Beschneidung der weiblichen Sexualität, dt. von Ursula Locke-Gross; Rowohlt, Reinbek bei Hamburg 1996, ISBN 3-498-07336-2.
- The Same River Twice: Honoring the Difficult; A Meditation on Life, Spirit, Art & The Making of the Film, The Color Purple, Ten Years Later. 1996.
- Anything We Love Can Be Saved: A Writer's Activism. 1997.
- Letter to President Clinton
- Letter from Alice Walker to President Clinton. (zu Walkers Engagement gegen das US-Embargo gegen Kuba, 13. März 1996)
- Go Girl! The Black Woman's Book of Travel And Adventure. 1997.
- Sent By Earth. A Message from the Grandmother Spirit After the Bombing of the World Trade Center And Pentagon. 2001.
- Pema Chodron and Alice Walker in Conversation: On the Meaning of Suffering and the Mystery of Joy. 2005.
- We Are the Ones We Have Been Waiting For: Inner Light in a Time of Darkness. 2006.
- Overcoming Speechlessness: A Poet Encounters the Horror in Rwanda, Eastern Congo, and Palestine/Israel. 2010.
- The Chicken Chronicles: Sitting with the Angels Who Have Returned with My Memories: Glorious, Rufus, Gertrude Stein, Splendor, Hortensia, Agnes of God, the Gladyses, & Babe, A Memoir. 2011.
- The Cushion in the Road: Meditation and Wandering as the Whole World Awakens to Being in Harm’s Way. 2013.

### Werkausgaben
- The Complete Stories. 1994.
- Collected Poems. 2005.